# Holterfehn
Holterfehn ist ein Ortsteil der Gemeinde Ostrhauderfehn im Landkreis Leer in Ostfriesland.

## Geschichte
Holterfehn ist eine ab 1828 angelegte Fehnkolonie, die am Holterfehn-Kanal entstand, der als Stichkanal vom Hauptfehnkanal in östliche Richtung angelegt wurde. Der Ort wurde nach dem benachbarten Ort Holte benannt und erstmals 1852 amtlich erfasst. 1848 lebten 275 Personen in 56 Wohngebäuden. Holterfehn bildete mit dem benachbarten Holtermoor schon früh eine Einheit auf politischem und schulischem Gebiet.
Die Gemeinde Holtermoor zählte bis 1821 nur 131 Einwohner. Mit der Gründung von Holterfehn vergrößerte sich die Einwohnerzahl ab 1828 deutlich. 1848 zählten beiden Orte zusammen 588 Einwohner, 1871 schon 996. Mit 1.125 Einwohnern im Jahr 1885 erreichte der Gemeinde Holtermoor die höchste Einwohnerzahl.
1970 entschloss sich die Gemeinde Holtermoor zu einem freiwilligen Zusammenschluss mit der Gemeinde Ostrhauderfehn und gab ihre Eigenständigkeit auf. Im ausgehandelten Gebietsänderungsvertrag wurden die Ortschaften Holtermoor und Holterfehn als neue Ortsteile der neuen Einheitsgemeinde Ostrhauderfehn festgelegt.